# Waigeum ceramicum
Waigeum ceramicum is een vlinder uit de familie van de Lycaenidae. De wetenschappelijke naam van de soort is voor het eerst geldig gepubliceerd in 1902 door Druce.